# Isla Enterprise
La isla Enterprise, también llamada isla Lientur o isla Nansen Norte es un isla de 1,5 millas de largo que está situada al noreste de la isla Nansen, en la bahía Wilhelmina, en la costa occidental de la Tierra de Graham de la Antártida.
La isla Enterprise y la isla Nansen fueron cartografiadas como una única isla llamada Nansen por la Expedición Antártica Belga bajo la dirección de Adrien de Gerlache de Gomery. Las islas se hicieron conocidas por los balleneros de principios del siglo XX que trabajaban en el área Para diferenciar las islas las denominaron isla Nansen Norte e isla Nansen.
Para aclarar la situación el Comité de Topónimos Antárticos del Reino Unido (UK-APC), la isla Nansen quedó establecida para el rasgo más grande, y la isla Enterprise para la pequeña, conmemorando a las empresas balleneras que anclaban sus barcos en la costa sur de la isla, el puerto Foyn, el mayor centro de la industria ballenera en el verano austral de los años 1916 a 1930.
Fue denominada por la IV Expedición Antártica Chilena, 1949-1950, como isla Lientur, en homenaje al patrullero Lientur que integró la expedición.

## Reclamaciones territoriales
Argentina incluye a la isla en el departamento Antártida Argentina dentro de la provincia de Tierra del Fuego, Antártida e Islas del Atlántico Sur; para Chile forma parte de la comuna Antártica de la provincia Antártica Chilena dentro de la Región de Magallanes y de la Antártica Chilena; y para el Reino Unido integra el Territorio Antártico Británico. Las tres reclamaciones están sujetas a las disposiciones del Tratado Antártico.
Nomenclatura de los países reclamantes: 
- Argentina: isla Nansen Norte
- Chile: isla Lientur
- Reino Unido: Enterprise Island

## Referencias

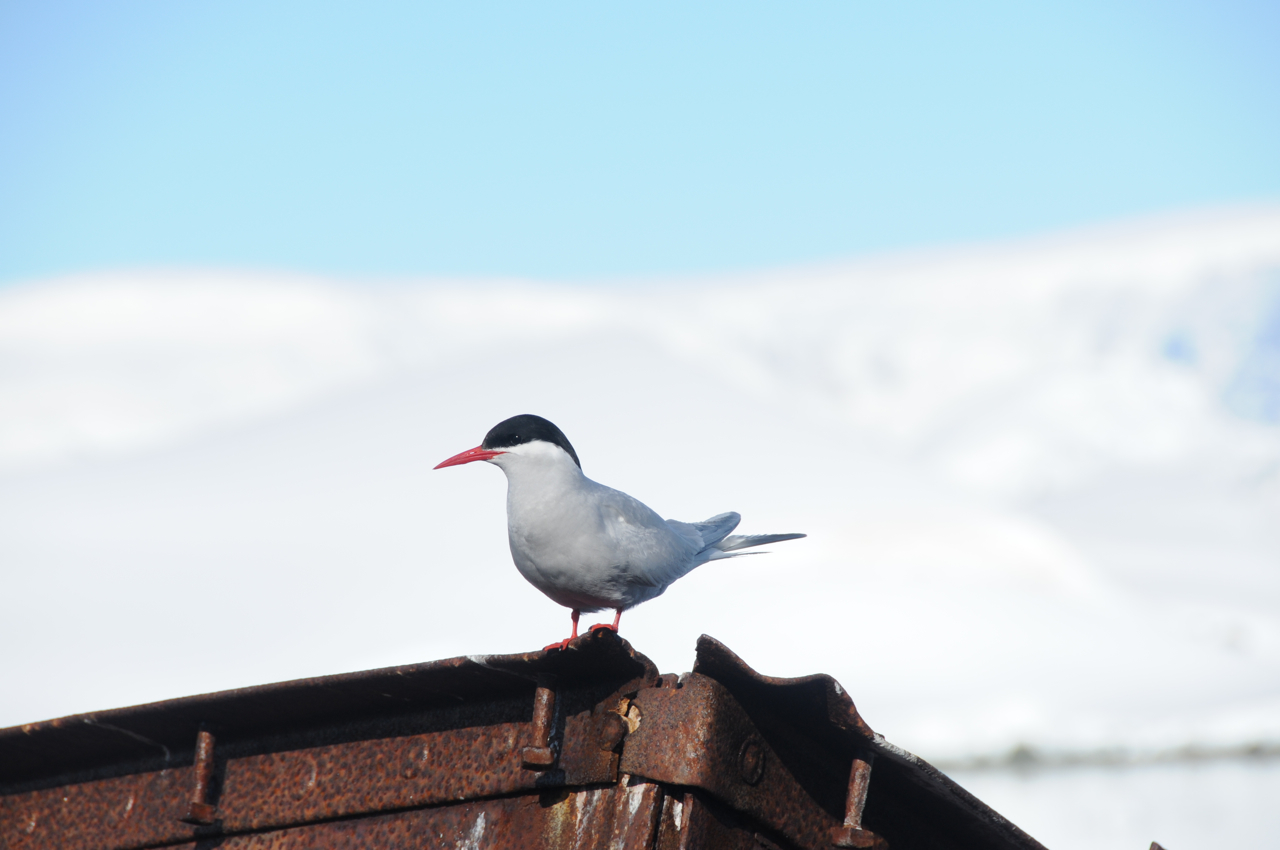
Charrán antártico en la isla.